# Villa pretendens
Villa pretendens är en tvåvingeart som först beskrevs av Walker 1859.  Villa pretendens ingår i släktet Villa och familjen svävflugor. Inga underarter finns listade i Catalogue of Life.